# Rhamphomyia rhytmica
Rhamphomyia rhytmica är en tvåvingeart som beskrevs av Bartak 2002. Rhamphomyia rhytmica ingår i släktet Rhamphomyia och familjen dansflugor.
Artens utbredningsområde är Utah. Inga underarter finns listade i Catalogue of Life.